# Todd Martin
Todd Christopher Martin (Hinsdale, Illinois, Verenigde Staten), is een voormalig tennisprof uit de Verenigde Staten, die tussen 1990 en 2004 uitkwam op de ATP-tour. Martin won acht titels in het enkelspel en vijf in het dubbelspel. Ook maakte Martin deel uit van het Amerikaanse team dat de Davis Cup won in 1995. 

## Palmares
| Legenda                       | Legenda               |
| ----------------------------- | --------------------- |
| Grand Slam                    |                       |
| Olympische Spelen             |                       |
| tot 2009                      | vanaf 2009            |
| Tennis Masters Cup            | ATP Finals            |
| ATP Masters Series            | ATP Tour Masters 1000 |
| ATP International Series Gold | ATP Tour 500          |
| ATP International Series      | ATP Tour 250          |

### Enkelspel
| Nr.              | Datum             | Toernooi         | Ondergrond    | Tegenstander in finale | Score                         | Details |
| ---------------- | ----------------- | ---------------- | ------------- | ---------------------- | ----------------------------- | ------- |
| Gewonnen finales |                   |                  |               |                        |                               |         |
| 1.               | 16 mei 1993       | ATP Delray Beach | Gravel        | David Wheaton          | 6-3, 6-4                      | Details |
| 2.               | 13 februari 1994  | ATP Memphis      | Hardcourt (i) | Brad Gilbert           | 6-4, 7-5                      | Details |
| 3.               | 12 juni 1994      | ATP Londen       | Gras          | Pete Sampras           | 7-6(4), 7-6(4)                | Details |
| 4.               | 19 februari 1995  | ATP Memphis      | Hardcourt (i) | Paul Haarhuis          | 7-6(2), 6-4                   | Details |
| 5.               | 14 januari 1996   | ATP Sydney       | Hardcourt     | Goran Ivanišević       | 6-3, 6-1                      | Details |
| 6.               | 19 april 1998     | ATP Barcelona    | Gravel        | Alberto Berasategui    | 6-2, 1-6, 6-3, 6-2            | Details |
| 7.               | 15 november 1998  | ATP Stockholm    | Hardcourt (i) | Thomas Johansson       | 6-3, 6-4, 6-4                 | Details |
| 8.               | 17 januari 1999   | ATP Sydney       | Hardcourt     | Àlex Corretja          | 6-3, 7-6(5)                   | Details |
| Verloren finales |                   |                  |               |                        |                               |         |
| 1.               | 14 februari 1993  | ATP Memphis      | Hardcourt (i) | Jim Courier            | 7-5, 6-7(4), 6-7(4)           | Details |
| 2.               | 25 juli 1993      | ATP Washington   | Hardcourt     | Amos Mansdorf          | 6-7(3), 5-7                   | Details |
| 3.               | 1 augustus 1993   | ATP Montréal     | Hardcourt     | Mikael Pernfors        | 6-2, 2-6, 5-7                 | Details |
| 4.               | 17 oktober 1993   | ATP Tokio        | Tapijt (i)    | Ivan Lendl             | 4-6, 4-6                      | Details |
| 5.               | 30 januari 1994   | Australian Open  | Hardcourt     | Pete Sampras           | 6-7(4), 4-6, 4-6              | Details |
| 6.               | 1 mei 1994        | ATP Atlanta      | Gravel        | Michael Chang          | 7-6(4), 6-7(4), 0-6           | Details |
| 7.               | 8 mei 1994        | ATP Pinehurst    | Gravel        | Jared Palmer           | 4-6, 6-7(5)                   | Details |
| 8.               | 10 december 1995  | Grand Slam Cup   | Tapijt (i)    | Goran Ivanišević       | 6-7(4), 3-6, 4-6              | Details |
| 9.               | 25 februari 1996  | ATP Memphis      | Hardcourt (i) | Pete Sampras           | 4-6, 6-7(2)                   | Details |
| 10.              | 10 november 1997  | ATP Stockholm    | Hardcourt (i) | Thomas Enqvist         | 5-7, 4-6, 6-7(0)              | Details |
| 11.              | 11 april 1999     | ATP Estoril      | Gravel        | Albert Costa           | 6-7(4), 6-2, 3-6              | Details |
| 12.              | 12 september 1999 | US Open          | Hardcourt     | Andre Agassi           | 4-6, 7-6(5), 7-6(2), 3-6, 2-6 | Details |

### Dubbelspel
| Nr.                           | Datum            | Toernooi         | Ondergrond    | Partner          | Tegenstanders in finale          | Score         | Details |
| ----------------------------- | ---------------- | ---------------- | ------------- | ---------------- | -------------------------------- | ------------- | ------- |
| Gewonnen finales heren dubbel |                  |                  |               |                  |                                  |               |         |
| 1.                            | 9 mei 1993       | ATP Tampa        | Gravel        | Derrick Rostagno | Kelly Jones Jared Palmer         | 6-3, 6-4      | Details |
| 2.                            | 22 augustus 1993 | ATP Indianapolis | Hardcourt     | Scott Davis      | Ken Flach Rick Leach             | 3-6, 6-3, 6-2 | Details |
| 3.                            | 23 april 1993    | ATP Bermuda      | Gravel        | Grant Connell    | Brett Steven Jason Stoltenberg   | 7-6, 2-6, 7-5 | Details |
| 5.                            | 18 juni 1995     | ATP Londen       | Gras          | Pete Sampras     | Jan Apell Jonas Björkman         | 7-5, 6-3      | Details |
| 5.                            | 11 augustus 2002 | ATP Cincinnati   | Hardcourt     | James Blake      | Mahesh Bhupathi Maks Mirni       | 7–5, 6–3      | Details |
| Verloren finales heren dubbel |                  |                  |               |                  |                                  |               |         |
| 1.                            | 2 mei 1993       | ATP Atlanta      | Gravel        | Jared Palmer     | Nicolas Escudé Fabrice Santoro   | 4-6, 6-7      | Details |
| 2.                            | 19 augustus 1995 | ATP Indianapolis | Hardcourt     | Scott Davis      | Mark Knowles Daniel Nestor       | 3-6, 5-7      | Details |
| 3.                            | 5 november 1995  | ATP Parijs       | Tapijt (i)    | Jim Grabb        | Grant Connell Patrick Galbraith  | 2-6, 2-6      | Details |
| 4.                            | 10 november 1996 | ATP Stockholm    | Hardcourt (i) | Chris Woodruff   | Patrick Galbraith Jonathan Stark | 6-7, 4-6      | Details |
| 5.                            | 3 november 2002  | ATP Indian Wells | Hardcourt     | Richey Reneberg  | Jonas Björkman Patrick Rafter    | 0-6, 3-6      | Details |

## Prestatietabel
| Legenda | Legenda                          |
| ------- | -------------------------------- |
| g.t.    | geen toernooi gehouden           |
| l.c.    | lagere categorie                 |
| –       | niet deelgenomen                 |
| G       | uitgeschakeld in de groepsfase   |
| 1R      | uitgeschakeld in de eerste ronde |
| 2R      | uitgeschakeld in de tweede ronde |
| 3R      | uitgeschakeld in de derde ronde  |
| 4R      | uitgeschakeld in de vierde ronde |
| KF      | uitgeschakeld in de kwartfinale  |
| HF      | uitgeschakeld in de halve finale |
| F       | de finale verloren               |
| W       | het toernooi gewonnen            |
| w-v     | winst/verlies-balans             |

### Prestatietabel grand slam, enkelspel
| Toernooi        | 1990 | 1991 | 1992 | 1993 | 1994 | 1995 | 1996 | 1997 | 1998 | 1999 | 2000 | 2001 | 2002 | 2003 | 2004 |
| --------------- | ---- | ---- | ---- | ---- | ---- | ---- | ---- | ---- | ---- | ---- | ---- | ---- | ---- | ---- | ---- |
| Australian Open | –    | –    | –    | 1R   | F    | 4R   | 3R   | –    | 2R   | KF   | 2R   | KF   | 3R   | –    | 3R   |
| Roland Garros   | –    | 4R   | –    | 1R   | 3R   | 3R   | 3R   | –    | 1R   | –    | 1R   | 1R   | 2R   | 2R   | 1R   |
| Wimbledon       | –    | –    | 2R   | KF   | HF   | 4R   | HF   | –    | 4R   | KF   | 2R   | 4R   | 2R   | 3R   | 2R   |
| US Open         | 1R   | 3R   | 3R   | 3R   | HF   | 4R   | 3R   | 2R   | 2R   | F    | HF   | 2R   | 1R   | 4R   | 1R   |

### Prestatietabel grand slam, dubbelspel
| Toernooi        | 1990 | 1991 | 1992 | 1993 | 1994 | 1995 | 1998 | 2004 |
| --------------- | ---- | ---- | ---- | ---- | ---- | ---- | ---- | ---- |
| Australian Open | –    | –    | –    | –    | 2R   | –    | –    | –    |
| Roland Garros   | –    | –    | –    | 3R   | –    | –    | –    | –    |
| Wimbledon       | –    | –    | –    | –    | 3R   | –    | 2R   | –    |
| US Open         | 2R   | 2R   | 2R   | 1R   | –    | 1R   | 1R   | 1R   |